# Triogma trisulcata
Triogma trisulcata is een tweevleugelige uit de familie buismuggen (Cylindrotomidae). De soort komt voor in het Palearctisch gebied.